# Vicente de Paulo Dale Coutinho
Vicente de Paulo Dale Coutinho (Taubaté, 5 de novembro de 1910 — Brasília, 24 de maio de 1974) foi um general-de-exército brasileiro, ministro do Exército durante os primeiros meses do Governo Ernesto Geisel.

## Carreira Militar

### Oficial
Era filho de Octávio de Azeredo Coutinho e de Vicentina Dale de Azeredo Coutinho. Seu pai, também militar, chegou ao posto de general-de-divisão, e foi comandante da 1ª Região Militar, sediada no Rio de Janeiro, entre 18 de maio de 1926 e 24 de outubro de 1930.  Além disso, foi convidado para ser Ministro da Guerra de Júlio Prestes, o qual foi eleito Presidente da República mas não chegou a tomar posse devido à Revolução de 1930.
Dale Coutinho fez os estudos preparatórios no Colégio Militar do Rio de Janeiro, na então capital da República. Sentou praça em março de 1929, ingressando na Escola Militar do Realengo, sendo declarado aspirante-a-oficial da arma de artilharia em janeiro de 1932. Em agosto de 1932 foi promovido a segundo-tenente, em outubro de 1933 a primeiro-tenente e, em agosto de 1938, a capitão. Nesse posto, serviu como ajudante-de-ordens do comandante da 3ª Brigada de Infantaria, em São Paulo, e do comandante da 8ª Região Militar, sediada em Belém.
Durante a Segunda Guerra Mundial, foi subcomandante do 2º Batalhão do 18º Regimento de Artilharia Montada, em João Pessoa. Mais tarde, esteve nos Estados Unidos da América para desenvolver seus conhecimentos técnicos de artilharia. Em 1944, com a organização da Força Expedicionária Brasileira, participou da campanha da Itália, como oficial de ligação junto à 1ª Divisão Blindada dos Estados Unidos. Durante o conflito, foi condecorado por bravura com a "Silver Star" americana.
Com o término da guerra em 1945, retornou ao Brasil, passando a integrar o grupo de oficiais do Exército que articulou a conspiração contra o presidente Getúlio Vargas. Na ocasião, chegou a ser fotografado pela imprensa carioca quando mantinha um contato político defronte a um quartel, mas a publicação da foto foi posterior ao golpe de 29 de outubro de 1945, que depôs Getúlio.
Em dezembro do mesmo ano, Dale Coutinho foi promovido a major e, em setembro de 1951, a tenente-coronel. Na primeira metade da década de 1950, participou ativamente da Cruzada Democrática, movimento de oficiais de tendência conservadora, em oposição a Vargas, que havia retornado à presidência da República em janeiro de 1951. A Cruzada Democrática notabilizou-se por sua atuação nas eleições do Clube Militar, por ela dirigido de 1952 a 1956.
Em dezembro de 1957, foi promovido a coronel. Nesse posto, participou da chamada Operação Cruzeiro, desencadeada quando da crise aberta pela renúncia do Presidente Jânio Quadros, em 25 de agosto de 1961. A operação visava impedir o deslocamento das tropas do III Exército, sediado em Porto Alegre, que colocara-se ao lado da legalidade, disposto a garantir a posse do vice-presidente João Goulart. Essa posse fora vetada pelos ministros militares (Marechal Odílio Denys, da Guerra, Brigadeiro Gabriel Grün Moss, da Aeronáutica, e Vice-Almirante Sílvio Heck, da Marinha). A divisão nas Forças Armadas forçou uma solução de compromisso, e a crise foi afinal superada em setembro daquele ano, quando o Congresso Nacional adotou o regime parlamentarista como forma conciliatória para propiciar a posse de Goulart.
Em 31 de março de 1964, quando eclodiu o movimento político-militar que depôs Goulart, Dale Coutinho servia na Escola de Comando e Estado-Maior do Exército, sediada no Rio e comandada pelo general Jurandir Bizarria Mamede. Teve uma participação ativa naqueles acontecimentos, e logo em seguida caracterizou-se como um intransigente defensor de medidas de endurecimento do regime militar recém-instalado.

### Oficial General
Promovido a general-de-brigada em novembro de 1964, a partir de janeiro de 1965 comandou a Artilharia de Costa e Antiaérea da 2ª Região Militar, em Santos. No discurso que pronunciou ao assumir esse comando, afirmou: “Sem nos imiscuirmos na política municipal, estadual e federal, papel reservado às respectivas agremiações e ao povo em geral, dentro do regime democrático que a revolução estabeleceu e faz questão de manter, estaremos, entretanto, sempre atentos ao desenrolar dos acontecimentos, sobretudo de ações anti-revolucionárias e subversivas, para não sermos surpreendidos e ultrapassados.”
Entre 1º de dezembro de 1965 e 27 de janeiro de 1967, foi Comandante da Artilharia Divisionária da 1ª Divisão de Exército, no Rio de Janeiro.
Foi promovido a general-de-divisão em julho de 1967. Em abril de 1968, foi nomeado diretor do Pessoal da Ativa, mas pediu exclusão e desligamento desse posto em janeiro do ano seguinte, logo após a edição do Ato Institucional nº 5 em 13 de dezembro de 1968. Foi então nomeado comandante da 2ª Região Militar, sediada em São Paulo. Exerceu esse cargo entre 30 de janeiro de 1969 e 10 de agosto de 1971. A exemplo da atitude adotada ao longo de toda sua carreira, manteve um comportamento social extremamente discreto, recusando-se a dar entrevistas e limitando-se a discursar em cerimônias oficiais.
Foi o primeiro paulista a atingir o posto de general-de-exército, sendo promovido a esse posto em julho de 1971, durante o governo Emílio Garrastazu Médici. Comandou o IV Exército, em Recife, de 10 de setembro de 1971 a 8 de junho de 1972, quando sofreu um distúrbio circulatório.
Em outubro de 1972, foi designado chefe do Departamento de Material Bélico do Exército, onde implementou o programa de reequipamento da corporação, para o qual havia dado os primeiros passos ainda em São Paulo, quando manteve contatos iniciais com empresas privadas buscando sua colaboração. Tendo enfrentado o desafio de reaparelhar o Exército em meio a uma política geral de contenção de despesas, tentou solucionar a necessidade de reequipamento com recursos inteiramente brasileiros, para que, posteriormente, o país não viesse a depender de fornecedores estrangeiros. Assim, sua primeira providência foi estimular a indústria nacional de armamentos, deixando claro que teria preferência sobre qualquer outra estrangeira. Essas diretrizes, que incluíam o máximo de apoio às iniciativas de pesquisa e de aperfeiçoamento de técnicos, dentro e fora do Exército, continuaram a ser implementadas mesmo depois de sua saída da chefia do departamento, em janeiro de 1974, quando o Exército já contava com modernos armamentos, leves e pesados, e a indústria nacional começava a suprir as necessidades da corporação.
Posteriormente, foi chefe do Estado-Maior do Exército, de 3 de janeiro a 14 de março de 1974. Na solenidade de posse, presidida pelo ministro do Exército, general Orlando Geisel, Dale Coutinho afirmou que “o mundo está dividido em dois hemisférios ideológicos antagônicos e conflitantes — o comunista e o democrático — e o povo brasileiro já fez sua opção secular nos primórdios da nacionalidade, pelos idos de 1500”. Acrescentou que o “país continua vivendo uma guerra revolucionária estimulada pelo movimento comunista internacional, mas sob controle das forças de segurança e sem influir em nada na marcha final da nação, revivida em 1964 para o seu grande destino — o Brasil-potência”.
Foi escolhido pelo presidente Ernesto Geisel para o cargo de Ministro do Exército. No entanto, faleceu pouco mais de dois meses após assumi-lo, sendo sucedido pelo general Sylvio Frota.
Foi casado com Maria Rita Coutinho, com quem teve três filhos.

## Homenagens
Um dos pavilhões de salas de aula da Academia Militar das Agulhas Negras possui, em sua homenagem, o nome de Pavilhão General Dale Coutinho.